# Цховребова, Ольга Дмитриевна
Ольга Дмитриевна Цховребова (17 августа 1926 — 21 марта 2018) — советский и юго-осетинский учёный, педагог, заслуженный деятель науки Республики Южная Осетия.

## Биография
Родилась 17 августа 1926 года в с. Мсхлеб Дзауского района.
Образование:
- начальная школа с. Мсхлеб (учёба 1932—1936)
- средняя школа № 2 г. Цхинвали (выпускные экзамены сданы экстерном в 1942 г.);
- Северо-Осетинский педагогический институт, факультет истории (1942);
- факультет филологии Сталинирского (Юго-Осетинского) государственного педагогического института, специальность преподаватель русского языка и литературы, диплом с отличием (1947);
- аспирантура Тбилисского Государственного университета, специальность теория и история педагогики (учёба 1947—1950).

В 1971 г. защитила кандидатскую диссертацию на тему: «История народного образования в Южной Осетии с 1921 по 1941 год» (1971). В сентябре 1977 года решением ВАК СССР присвоение ученое звание доцента. Решением ВАК РФ от 17 мая 1995 присвоено ученое звание профессора по кафедре педагогики и психологии.
Участница войны, с июня 1943 разведчица в комсомольском отряде партизан Джавского района (Кударгома).
Трудовая деятельность в Сталинирском (Юго-Осетинском) государственном педагогическом институте:
- с ноября 1944 секретарь-машинистка и методист заочного отделения,
- с сентября 1950 ассистент, с июня 1956 года старший преподаватель кафедры педагогики и психологии,
- с января 1961 зав. кафедрой педагогики и психологии,
- с ноября 1973 года доцент кафедры педагогики и психологии,
- с октября 1993 и. о. профессора кафедры педагогики и психологии,
- с августа 1998 и. о., с сентября 1999 зав.кафедрой кафедры педагогики и психологии.
- с 2004 г. профессор кафедры.

Умерла 21 марта 2018 года.
Награды:
- За самоотверженную и плодотворную работу в области народного образования приказом Министерства просвещения Грузинской ССР от 22 февраля 1963 г. награждена нагрудным знаком «Отличник народного образования».
- За долголетний добросовестный труд от имени Президиума Верховного Совета СССР 4 сентября 1987 награждена медалью «Ветеран труда».
- Указом Президента Республики Южная Осетия от 13 ноября 1998 года за большие заслуги в научно-педагогической деятельности и многолетний добросовестный труд присвоено звание «Заслуженный деятель науки республики Южная Осетия».
- Решением министерства образования и науки Республики Южная Осетия награждена знаком «Почетный работник высшего профессионального образования».

Автор научных работ в области проблем общей и специальной педагогики, истории образования и воспитания:
- Цховребова О. Д."Развитие школы в Южной Осетии. Цхинвал.: Изд. «Ирыстон», 1974.
- Цховребова О. Д. «История развития образования в Южной Осетии». Saarbrucken.:Изд. Lap Lambert, Германия, 2016.
- Цховребова О. Д., Плиев М. А., Бекоева Д. Д."Словарь психолого-педагогических терминов и выражений на русском и осетинском языках. Цхинвал.: Изд. «Ирыстон»,1989.
- Цховребова О. Д."История образования и педагогической мысли в Осетии", учебно-методический комплекс. М.: Изд. «Макс Пресс»2015.,
- Цховребова О. Д. «История образования и развития педагогической мысли в Осетии», учебное пособие. М. Изд. Макс Пресс, 2018.,
- Tskhovrebova O.D. Essay of education system development in South Ossetia //International scientific periodical journal «The Unity of science». Vienna, 2016.vol.1,p. 143-146/
- Цховребова О. Д. Моя жизнь и 60 лет работы в Юго-Осетинском государственном университете имени А. А. Тибилова. М.: Изд. «Макс Пресс».2017